# Городская ратуша Севильи
Городская ратуша Севильи (исп. Casa consistorial de Sevilla) — здание в стиле платереско на Новой площади в Севилье (Андалусия, Испания), в котором располагается правительство города (аюнтамьенто).
Здание обладает большим фасадом, разделённым на пять блоков, украшенных рельефами в стиле платереско. К ним относятся гротескные мотивы, вдохновленные итальянской флорентийской архитектурой, геральдические символы, аллегории «Правосудия» и «Хорошего правительства», а также изображения мифологических или исторических персонажей, таких как Геркулес, Гай Юлий Цезарь и Карл V.

## История
В 1526 году, после венчания в Севилье императора Карла V, императора Священной Римской Империи, со своей двоюродной сестрой Изабеллой Португальской, была отмечена необходимость строительства здания для властей города, которое представляло бы её и важность города в то время. До того времени кабильдо (городской совет), как и почти все гражданские и церковные властные органы города, заседал в домах Корраль-де-лос-Ольмос, на месте нынешней площади Пласа-де-ла-Вирхен-де-лос-Рейес, за кафедральным собором. Новое здание расположилось на Пласа-де-Сан-Франсиско, центральной торговой площади, перед монастырем Сан-Франсиско и Королевской аудиенсией Севильи.
Строительство здания велось под началом архитектора Диего де Рианьо, руководившего работами с 1527 до своей смерти в 1534 году. Ему было поручено построить прочное каменное здание с фасадом на Пласу-Майор перед монастырем Сан-Франсиско. Его авторству принадлежит то, что ныне является южной частью Ратуши, включая арку, которая сообщалась с францисканским монастырем, и два крыла, покрытые рельефами в стиле платереско с изображениями исторических и мифических персонажей, геральдических символов и эмблем, аллюзий на основателей города.

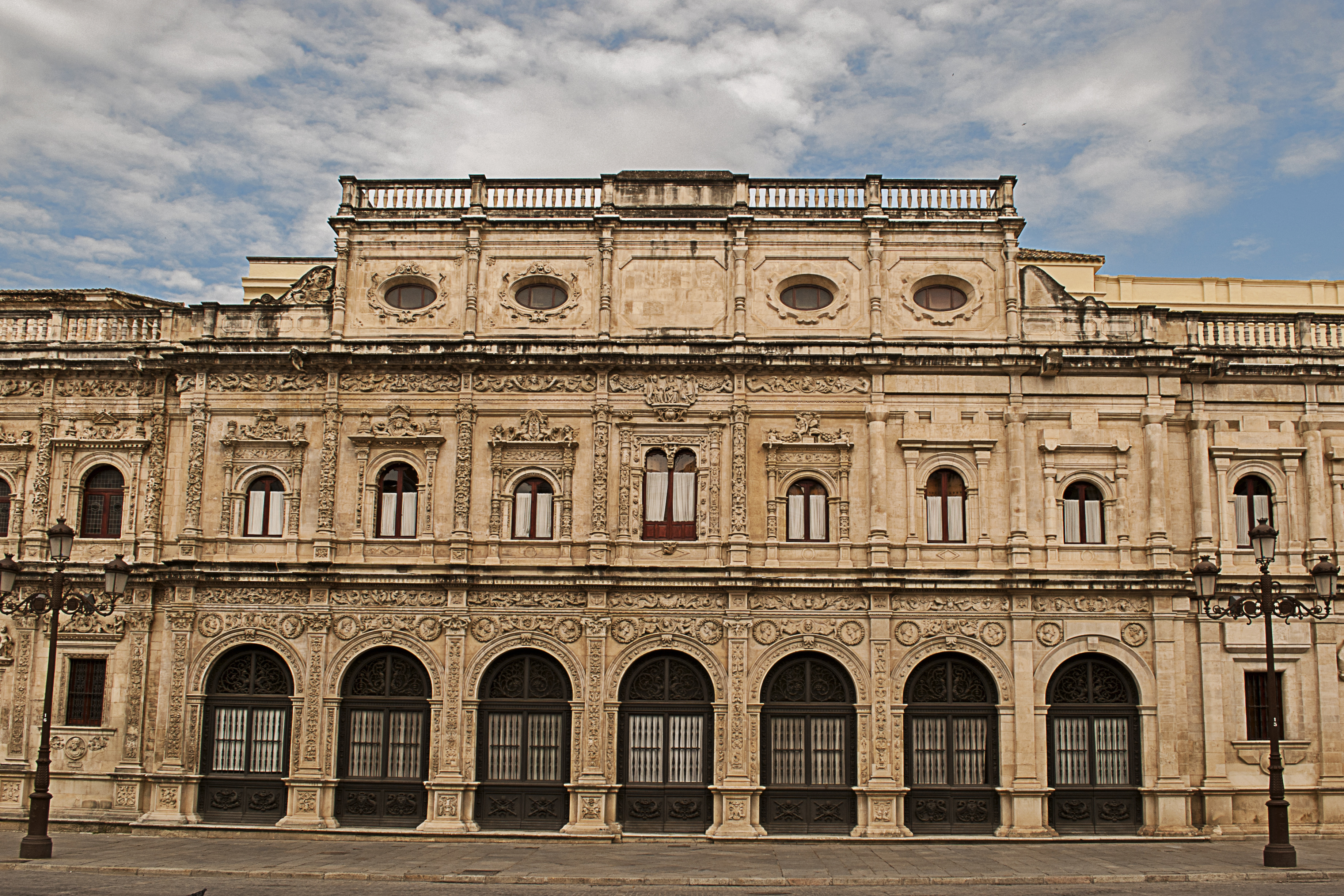
Фасад Городской ратуши Севильи в стиле платереско, выходящий на площадь Сан-Франсиско.

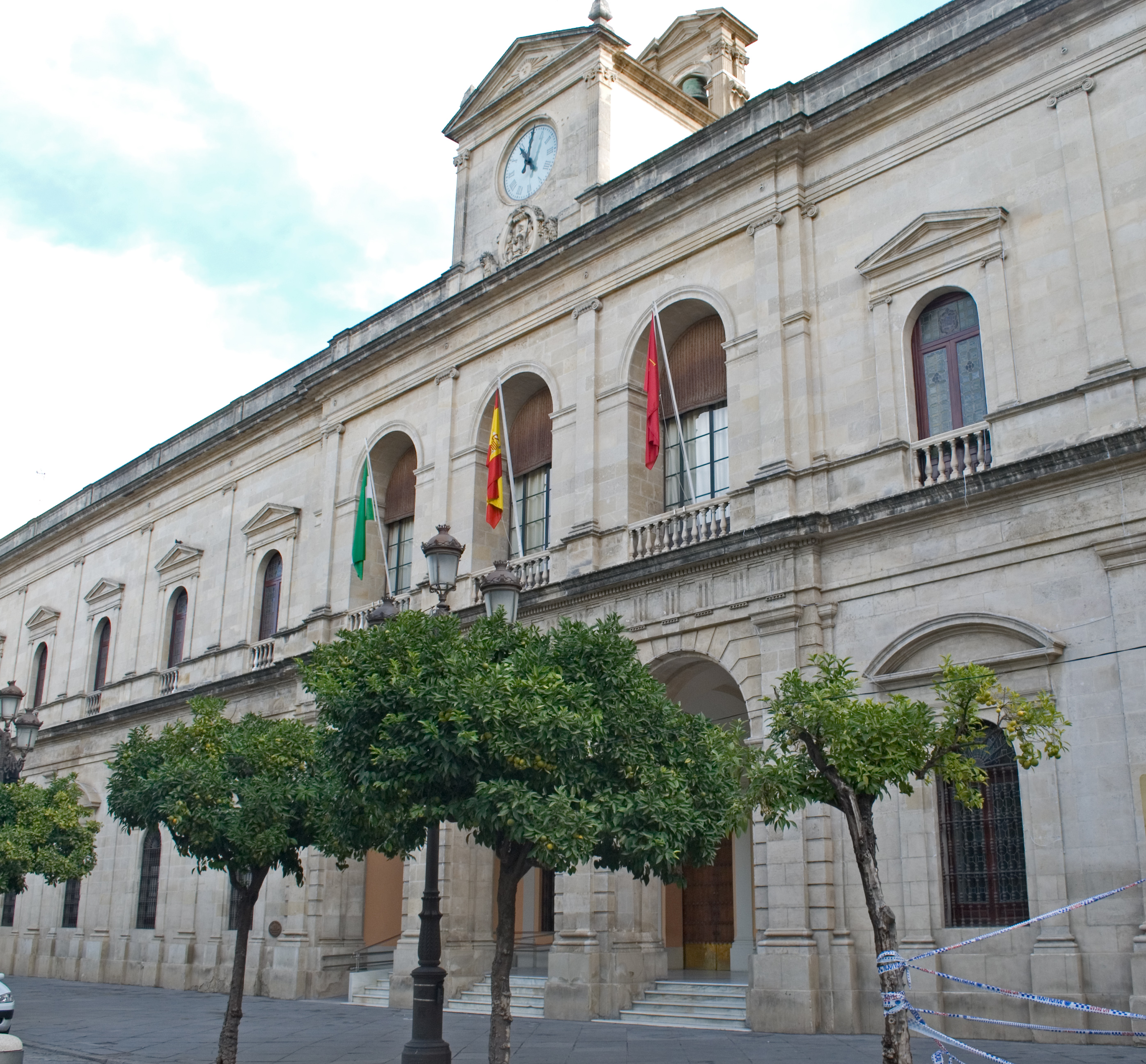
Главный фасад Городской ратуши Севильи в стиле неоклассицизма XIX века, выходящий на Новую площадь

В XIX веке, после сноса монастыря Сан-Франсиско, здание было значительно расширено по проекту архитекторов Деметрио де лос Риоса и Бальбино Маррона. Появился новый неоклассический фасад, ориентированный на Новую площадь. На противоположной стороне, обращённой к площадь Сан-Франсиско, северное крыло старого здания стало южным крылом симметричного трёхстороннего фасада, поскольку всё здание было расширено на север. Стиль платереско был распространён на часть нового фасада в попытке соответствовать стилю старого здания, но так и не был доведён до конца. Архитекторы также перестроили интерьер ратуши вокруг двух дворов и парадной лестницы.